# فرودگاه اسمیت (ایندیانا)
فرودگاه اسمیت (ایندیانا) (به انگلیسی: Smith Field (Indiana)) یک فرودگاه همگانی بهره‌برداری هوایی با کد یاتا SMD است که یک باند فرود آسفالت دارد و طول باند آن ۹۵۲ متر است. این فرودگاه در شهر فورت وین، ایندیانا کشور ایالات متحده آمریکا قرار دارد و در ارتفاع ۲۵۵ متری از سطح دریا واقع شده است.